# Tiago Monteiro
Tiago Vagaroso Monteiro Da Costa Pereira (Porto, 24 luglio 1976) è un pilota automobilistico portoghese.

## Carriera

### Gli esordi
Esordisce agonisticamente in Francia nella Porsche Carrera Cup nel 1996, e nella Formula 3 francese nel 1998 dove resta per quattro stagioni arrivando due volte secondo nel campionato. Nel 2002 corre in Formula 3000 con la Super Nova Racing (un solo piazzamento, un quinto posto), e poi si sposta negli Stati Uniti per correre la stagione 2003 della Champ Car, anche questa avara di successi (un sesto posto). Torna in Europa nel 2004 per prendere il ruolo di collaudatore della Minardi in Formula 1 e per gareggiare nelle World Series by Renault dove coglie quattro vittorie e il secondo posto finale nel campionato, dietro al finlandese Heikki Kovalainen.

### Formula 1
Nel 2005 corre per la Jordan in Formula 1. Ottiene un inaspettato terzo posto nel Gran Premio degli Stati Uniti, passato alla storia per essere stato disputato dalle sei sole vetture montanti pneumatici Bridgestone.  Va a punti anche nel Gran Premio del Belgio, che conclude all'ottavo posto. Termina 18 delle 19 gare in programma nella stagione 2005, tra cui tutte le prime 16, a dimostrazione quantomeno dell'affidabilità della sua vettura. Nella stagione 2006 è confermato alla Midland, erede della Jordan. Non riesce però a ripetere le buone prestazioni dell'annata precedente e viene spesso battuto da Christijan Albers: conclude la stagione senza punti al ventunesimo posto, collezionando nel corso della stessa sei ritiri ed una squalifica.

### Dopo la Formula 1

#### WTCC
Terminata l'esperienza in Formula 1, nel 2007 corre il WTCC al volante della SEAT León; in questa serie si dimostra competitivo, ottenendo diversi podi e dieci vittorie. Nel 2010 finisce la stagione al quinto posto, mentre nel 2013 lascia la casa spagnola per correre con la Honda Civic a fianco di Gabriele Tarquini. Chiude al terzo posto la stagione 2016. La stagione dopo, durante un test in Spagna a settembre, ha un serio incidente che lo costringe a saltare il resto della stagione mentre era in lotta per il titolo, e a rimandare il debutto nel nuovo WTCR.

#### Attività imprenditoriale
Monteiro è stato proprietario del team Ocean Racing Technology, erede del team BCN Competición, che ha corso in GP2. Il team ha ottenuto due vittorie in GP2, ed ha chiuso i battenti.

### Vita privata
È sposato con la modella connazionale Diana Pereira, da cui ha avuto due figli, una femmina e un maschio.

## Risultati

### Formula 1
| 2005 | Scuderia | Vettura      |    |    |    |    |    |    |    |    |   |    |    |    |    |    |    |   |     |    |    | Punti | Pos. |
| ---- | -------- | ------------ | -- | -- | -- | -- | -- | -- | -- | -- | - | -- | -- | -- | -- | -- | -- | - | --- | -- | -- | ----- | ---- |
| 2005 | Jordan   | EJ15 / EJ15B | 16 | 12 | 10 | 13 | 12 | 13 | 15 | 10 | 3 | 13 | 17 | 17 | 13 | 15 | 17 | 8 | Rit | 13 | 11 | 7     | 16º  |

| 2006 | Scuderia | Vettura |    |    |     |    |    |    |    |    |    |     |     |    |   |     |     |     |    |    |  | Punti | Pos. |
| ---- | -------- | ------- | -- | -- | --- | -- | -- | -- | -- | -- | -- | --- | --- | -- | - | --- | --- | --- | -- | -- |  | ----- | ---- |
| 2006 | Midland  | M16     | 17 | 13 | Rit | 16 | 12 | 16 | 15 | 16 | 14 | Rit | Rit | SQ | 9 | Rit | Rit | Rit | 16 | 15 |  | 0     | 21º  |

| Legenda | 1º posto     | 2º posto | 3º posto    | A punti         | Senza punti/Non class.  | Grassetto – Pole position Corsivo – Giro più veloce |
| Legenda | Squalificato | Ritirato | Non partito | Non qualificato | Solo prove/Terzo pilota | Grassetto – Pole position Corsivo – Giro più veloce |

### Campionato del mondo turismo
(legenda) (Le gare in grassetto indicano la pole position) (Gare in corsivo indicano Gpv)
| Anno | Scuderia                             | Vettura              | 1         | 2         | 3         | 4         | 5         | 6         | 7         | 8         | 9         | 10       | 11       | 12        | 13        | 14        | 15        | 16        | 17        | 18        | 19        | 20        | 21        | 22        | 23       | 24        | Pos. | Punti |
| ---- | ------------------------------------ | -------------------- | --------- | --------- | --------- | --------- | --------- | --------- | --------- | --------- | --------- | -------- | -------- | --------- | --------- | --------- | --------- | --------- | --------- | --------- | --------- | --------- | --------- | --------- | -------- | --------- | ---- | ----- |
| 2007 | SEAT Sport                           | SEAT León            | BRA 1     | BRA 2     | OLA 1 4   | OLA 2 9   | SPA 1 Rit | SPA 2 12  | FRA 1 3   | FRA 2 3   | CEC 1 13  | CEC 2 9  | POR 1 15 | POR 2 13  | SVE 1 2   | SVE 2 6   | GER 1 10  | GER 2 8   | GBR 1 21  | GBR 2 11  | ITA 1 Rit | ITA 2 8   | MAC 1 6   | MAC 2 4   |          |           | 11º  | 38    |
| 2008 | SEAT Sport                           | SEAT León TDI        | BRA 1 17  | BRA 2 13  | MES 1 7   | MES 2 1   | SPA 1 18  | SPA 2 Rit | FRA 1 13  | FRA 2 10  | CEC 1 12  | CEC 2 10 | POR 1 7  | POR 2 1   | GBR 1 16  | GBR 2 15  | GER 1 4   | GER 2 Rit | EUR 1 13  | EUR 2 11  | ITA 1 4   | ITA 2 6   | GPN 1 5   | GPN 2 7   | MAC 1 11 | MAC 2 Rit | 12º  | 43    |
| 2009 | SEAT Sport                           | SEAT León TDI        | BRA 1 16  | BRA 2 12  | MES 1 11  | MES 2 Rit | MAR 1 5   | MAR 2 SQ  | FRA 1 14  | FRA 2 11  | SPA 1 2   | SPA 2 8  | CEC 1 6  | CEC 2 3   | POR 1 4   | POR 2 5   | GBR 1 7   | GBR 2 8   | GER 1 19  | GER 2 12  | ITA 1 Rit | ITA 2 23  | GPN 1 7   | GPN 2 Rit | MAC 1 6  | MAC 2 4   | 9º   | 44    |
| 2010 | SR-Sport                             | SEAT León TDI        | BRA 1 11  | BRA 2 7   | MAR 1 3   | MAR 2 4   | ITA 1 9   | ITA 2 7   | BEL 1 4   | BEL 2 3   | POR 1     | POR 2 7  | GBR 1 8  | GBR 2 Rit | CEC 1 9   | CEC 2 6   | GER 1 5   | GER 2 15  | SPA 1 6   | SPA 2 1   | GPN 1 Rit | GPN 2 Rit | MAC 1 3   | MAC 2 8   |          |           | 5º   | 177   |
| 2011 | SUNRED Engineering                   | SUNRED SR León 1.6T  | BRA 1 11  | BRA 2 7   | BEL 1 5   | BEL 2 3   | ITA 1 3   | ITA 2 4   | UNG 1 7   | UNG 2 5   | CEC 1 12  | CEC 2 12 | POR 1 4  | POR 2 3   | GBR 1 Rit | GBR 2 Rit | GER 1 Rit | GER 2 8   | SPA 1 8   | SPA 2 Rit | GPN 1 Rit | GPN 2 NP  | CIN 1 8   | CIN 2 Rit | MAC 1 12 | MAC 2 8   | 6º   | 117   |
| 2012 | Tuenti Racing Team                   | SUNRED SR León 1.6T  | ITA 1 Rit | ITA 2 18† | SPA 1 9   | SPA 2 13  | MAR 1 NC  | MAR 2 9   | SVC 1 Rit | SVC 2 Rit | UNG 1 5   | UNG 2 5  | AUT 1 5  | AUT 2 Rit | POR 1 7   | POR 2 8   | BRA 1 Rit | BRA 2 9   | USA 1 6   | USA 2 6   |           |           |           |           |          |           | 9º   | 95    |
| 2012 | Honda Racing Team JAS                | Honda Civic S2000 TC |           |           |           |           |           |           |           |           |           |          |          |           |           |           |           |           |           |           | GPN 1 9   | GPN 2 10  | CIN 1 13  | CIN 2 10  | MAC 1 3  | MAC 2 4   | 9º   | 95    |
| 2013 | Castrol Honda World Touring Car Team | Honda Civic WTCC     | ITA 1 5   | ITA 2 8   | MAR 1 Rit | MAR 2 NP  | SVC 1 2   | SVC 2 5   | UNG 1 Rit | UNG 2 13  | AUT 1 13  | AUT 2 4  | RUS 1 12 | RUS 2 12  | POR 1 9   | POR 2 11  | ARG 1 10  | ARG 2 6   | USA 1 2   | USA 2 5   | GPN 1 28† | GPN 2 3   | CIN 1 11  | CIN 2 1   | MAC 1 2  | MAC 2 Rit | 8º   | 164   |
| 2014 | Castrol Honda World Touring Car Team | Honda Civic WTCC     | MAR 1 5   | MAR 2 10† | FRA 1 8   | FRA 2 3   | UNG 1 3   | UNG 2     | SVC 1 7   | SVC 2 C   | AUT 1 5   | AUT 2 3  | RUS 1 7  | RUS 2 Rit | BEL 1 6   | BEL 2 4   | ARG 1 5   | ARG 2 5   | PEC 1 Rit | PEC 2 13  | CIN 1 7   | CIN 2     | GPN 1 9   | GPN 2 9   | MAC 1 4  | MAC 2 16† | 5º   | 186   |
| 2015 | Honda Racing Team JAS                | Honda Civic WTCC     | ARG 1 4   | ARG 2 3   | MAR 1 6   | MAR 2 Rit | UNG 1 5   | UNG 2 4   | GER 1 Rit | GER 2 3   | RUS 1 8   | RUS 2 1  | SVC 1 8  | SVC 2 9   | FRA 1 7   | FRA 2 Rit | POR 1 5   | POR 2 Rit | GPN 1 9   | GPN 2 1   | CIN 1 7   | CIN 2 6   | THA 1 7   | THA 2 SQ  | QAT 1 8  | QAT 2 9   | 7º   | 177   |
| 2016 | Castrol Honda World Touring Car Team | Honda Civic WTCC     | FRA 1 4   | FRA 2     | SVC 1     | SVC 2     | UNG 1 11  | UNG 2 3   | MAR 1 SQ  | MAR 2 SQ  | GER 1 Rit | GER 2 NP | RUS 1 6  | RUS 2 5   | POR 1 10  | POR 2 1   | ARG 1 4   | ARG 2 4   | GPN 1 3   | GPN 2 3   | CIN 1 10  | CIN 2 8   | QAT 1 Rit | QAT 2 5   |          |           | 3º   | 214   |
| 2017 | Castrol Honda World Touring Car Team | Honda Civic WTCC     | MAR 1 6   | MAR 2 1   | ITA 1 3   | ITA 2     | UNG 1     | UNG 2 5   | GER 1 15  | GER 2 13  | POR 1 2   | POR 2 3  | ARG 1 5  | ARG 2     | CIN 1     | CIN 2     | GPN 1     | GPN 2     | MAC 1     | MAC 2     | QAT 1     | QAT 2     |           |           |          |           | 8º   | 200   |

### Coppa del mondo turismo
| Anno | Scuderia                       | Vettura                | 1         | 2        | 3         | 4        | 5         | 6        | 7         | 8        | 9        | 10       | 11        | 12       | 13        | 14        | 15       | 16       | 17       | 18      | 19       | 20        | 21        | 22      | 23      | 24      | 25       | 26       | 27       | 28        | 29       | 30      | Pos. | Punti |
| ---- | ------------------------------ | ---------------------- | --------- | -------- | --------- | -------- | --------- | -------- | --------- | -------- | -------- | -------- | --------- | -------- | --------- | --------- | -------- | -------- | -------- | ------- | -------- | --------- | --------- | ------- | ------- | ------- | -------- | -------- | -------- | --------- | -------- | ------- | ---- | ----- |
| 2018 | Boutsen Ginion Racing          | Honda Civic Type R TCR | MAR 1     | MAR 2    | MAR 3     | UNG 1    | UNG 2     | UNG 3    | GER 1     | GER 2    | GER 3    | OLA 1    | OLA 2     | OLA 3    | POR 1     | POR 2     | POR 3    | SVC 1    | SVC 2    | SVC 3   | NIN 1    | NIN 2     | NIN 3     | WUH 1   | WUH 2   | WUH 3   | GPN 1 15 | GPN 2 15 | GPN 3 11 | MAC 1     | MAC 2    | MAC 3   | NC   | 0     |
| 2019 | KCMG                           | Honda Civic Type R TCR | MAR 1 6   | MAR 2 8  | MAR 3 Rit | UNG 1 18 | UNG 2 Rit | UNG 3 16 | SVC 1 17  | SVC 2 16 | SVC 3 17 | OLA 1 19 | OLA 2 23  | OLA 3 19 | GER 1 16  | GER 2 14  | GER 3 17 | POR 1 23 | POR 2 10 | POR 3 1 | CIN 1 21 | CIN 2 Rit | CIN 3 Rit | GPN 1 3 | GPN 2 6 | GPN 3 4 | MAC 1 15 | MAC 2 18 | MAC 3 19 | MAL 1 Rit | MAL 2 12 | MAL 3 6 | 20º  | 109   |
| 2020 | ALL-INKL.DE Münnich Motorsport | Honda Civic Type R TCR | BEL 1 Rit | BEL 2 19 | GER 1 8   | GER 2 9  | SVC 1 13  | SVC 2 9  | SVC 3 17† | UNG 1 14 | UNG 2 9  | UNG 3 2  | SPA 1 14  | SPA 2 12 | SPA 3 Rit | ARA 1 20† | ARA 2 10 | ARA 3 11 |          |         |          |           |           |         |         |         |          |          |          |           |          |         | 14º  | 79    |
| 2021 | ALL-INKL.DE Münnich Motorsport | Honda Civic Type R TCR | GER 1     | GER 2 8  | POR 1 4   | POR 2 18 | SPA 1 20  | SPA 2 14 | UNG 1 10  | UNG 2 11 | CEC 1 16 | CEC 2 12 | FRA 1 Rit | FRA 2 12 | ITA 1 17  | ITA 2 15  | RUS 1 NP | RUS 2 NP |          |         |          |           |           |         |         |         |          |          |          |           |          |         | 17º  | 75    |

### Risultati 24 Ore di Le Mans
| Anno | Team                  | Co-Pilota                               | Vettura                   | Classe | Giri | Pos. | Class Pos. |
| ---- | --------------------- | --------------------------------------- | ------------------------- | ------ | ---- | ---- | ---------- |
| 1999 | Paul Belmondo Racing  | Paul Belmondo Marc Rostan               | Chrysler Viper GTS-R      | GTS    | 299  | 17º  | 6º         |
| 2001 | Larbre Compétition    | Christophe Bouchut Jean-Philippe Belloc | Chrysler Viper GTS-R      | GTS    | 234  | 20º  | 4º         |
| 2009 | Team Oreca-Matmut AIM | Stéphane Ortelli Bruno Senna            | Oreca 01-AIM              | LMP1   | 219  | DNF  | DNF        |
| 2011 | OAK Racing            | Guillaume Moreau Pierre Ragues          | OAK Pescarolo 01 Evo-Judd | LMP1   | 80   | DNF  | DNF        |
| 2015 | Team ByKolles         | Simon Trummer Pierre Kaffer             | CLM P1/01-AER             | LMP1   | 260  | EX   | EX         |